# Droga wojewódzka nr 654
Droga wojewódzka nr 654 (DW654) – droga wojewódzka w centralnej  Polsce w województwie kujawsko-pomorskim przebiegająca przez teren powiatu toruńskiego. Droga ma długość 9 km. Łączy miejscowość Silno z Toruniem.

## Przebieg drogi
Droga rozpoczyna się w miejscowości Silno, gdzie odchodzi od drogi wojewódzkiej 258. Następnie kieruje się w stronę północną i po 9 km dociera do Torunia, gdzie na Placu Sybiraków włącza się do dróg krajowych nr 15 i nr 80.

## Miejscowości leżące przy trasie DW654
- Silno
- Grabowiec
- Złotoria
- Toruń